# Biblioteca Ambroziană

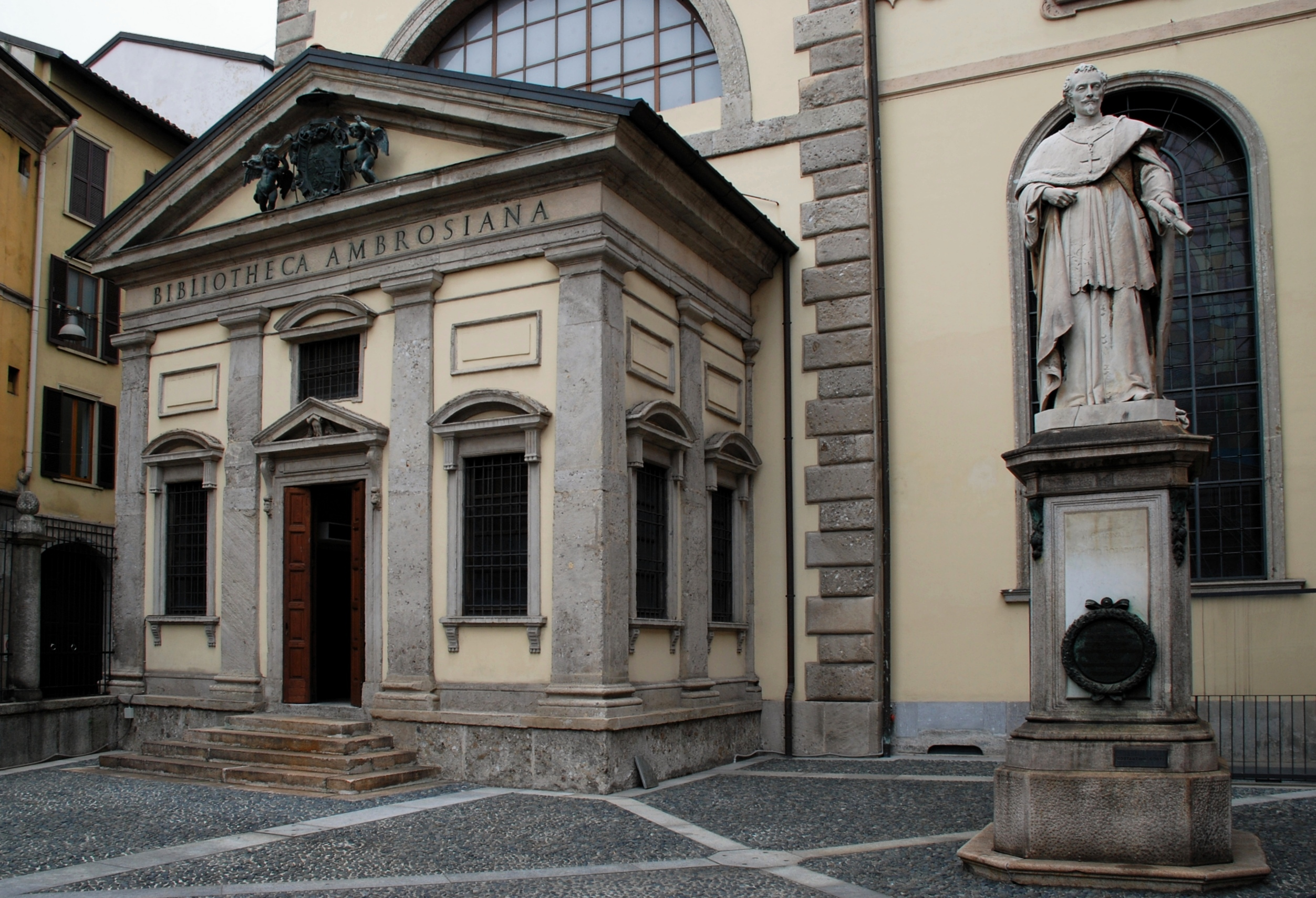
Intrarea bibliotecii

Biblioteca Ambroziană este o bibliotecă istorică din Milano, Italia, care găzduiește de asemenea Pinacoteca Ambroziană, galeria de artă ambroziană.